# Bernhard Kroll
Bernhard Kroll (* 1961/1962) ist ein deutscher römisch-katholischer Geistlicher. Deutschlandweit bekannt wurde er, als er auf dem Ökumenischen Kirchentag 2003 in Berlin im Messgewand das evangelische Abendmahl empfing.

## Leben
Bernhard Kroll wurde 1995 zum Priester geweiht. Danach war er Kaplan in Roth und Greding. 1998 wurde er zum Pfarrer von Dietenhofen-Großhabersdorf ernannt. 2003 wurde er zusätzlich zum Geistlichen Leiter der Katholischen jungen Gemeinde. Im Herbst 2003 wurde er nach den Vorkommnissen auf den Kirchentag von Bischof Walter Mixa von seinen Ämtern suspendiert. Dies war unumgänglich, da sowohl in der päpstlichen Enzyklika Ecclesia de eucharistia im April 2003 als auch im CIC eine solche Tat als verbotene Kirchengemeinschaft geahndet wird und Kroll zugab, dass er mit Konsequenzen gerechnet hatte und es im vollen Bewusstsein tat. Danach machte er ein Studium der Betriebswirtschaftslehre. 2007 wurde er Kaplan an der St.-Johannes-Kirche in Neumarkt in der Oberpfalz. 2008 wurde er Stadtjugendseelsorger in Ingolstadt. 2013 übernahm er die Leitung der Arbeitsstelle Arbeitnehmerpastoral im Bistum Eichstätt. Seit 1. September 2015 ist er Pfarrer von Möckenlohe und Pietenfeld sowie seit 1. September 2017 in Ochsenfeld.